# Castelfondo
Castelfondo is een gemeente in de Italiaanse provincie Trente (regio Trentino-Zuid-Tirol) en telt 624 inwoners (31-12-2004). De oppervlakte bedraagt 25,8 km², de bevolkingsdichtheid is 24 inwoners per km².

## Demografie
Castelfondo telt ongeveer 257 huishoudens. Het aantal inwoners daalde in de periode 1991-2001 met 2,2% volgens cijfers uit de tienjaarlijkse volkstellingen van ISTAT.
| Jaar | Inwoneraantal |
| ---- | ------------- |
| 1991 | 632           |
| 2001 | 618           |

## Geografie
Castelfondo grenst aan de volgende gemeenten: San Pancrazio (BZ), Unsere Liebe Frau im Walde-Sankt Felix (BZ), Laurein (BZ), Fondo, Brez.
1. ↑  Istituto Nazionale di Statistica.